# Hanaczówka
Hanaczówka (ukr. Ганачівка) – wieś w rejonie lwowskim (wcześniej w rejonie przemyślańskim) obwodu lwowskiego Ukrainy.
Pierwsza wzmianka o wsi pochodzi z 1394. Obecnie wieś liczy 466 mieszkańców.
W II Rzeczypospolitej wieś w powiecie przemyślańskim województwa tarnopolskiego. Na początku 1944 r. we wsi, jak i sąsiednim Hanaczowie, mieszkało 3200 osób, w tym uciekinierzy z Wołynia i sąsiednich wiosek. W latach 1943–1944 nacjonaliści ukraińscy z OUN-UPA w czasie kilku napadów zamordowali w obu wsiach ponad 200 Polaków, rabując i paląc polskie zagrody. 2 maja 1944 r. w walkach z oddziałami SS zginęło w wiosce 16 żołnierzy Armii Krajowej i 30 mieszkańców. Wszystkie budynki murowane, które ocalały w czasie napadów UPA, zostały zburzone przez Niemców. Uszkodzeniu uległ też kościół w Hanaczowie. 
Współcześnie wieś położona jest częściowo na obszarze nieistniejącego obecnie Hanaczowa.
Północna część wsi, z cerkwią św. Marii Magdaleny z 1795 (dawniej kościołem katolickim), stanowi dawny Hanaczów. W południowej części znajduje się nieduża cerkiew, prawdopodobnie XIX-wieczna kaplica.

## Urodzeni we wsi
- Hanna Hopko – ukraińska dziennikarka, aktywistka społeczna i polityk, deputowana VIII kadencji.
- Władysław Terlecki (ur. 27 września 1868) – grekokatolik[4], profesor C. K. Gimnazjum w Buczaczu (m.in. w 1902)[5].